# Harry Rigby
Harry Alexander Rigby (1896. november 2. – 1972. november 4.) ausztrál ászpilóta.

## Élete

### Ifjúkora
Rigby 1896-ban született Melbourne-ben, Victori államban.

### Katonai szolgálata
Rigby 1916-ban került a Királyi Repülő Hadtesthez (Royal Flying Corps), korábbi katonai előmenetele ismeretlen. 1916. április 1-jén szerezte meg a Repülési Társaság 2651-es számú pilótaigazolványát. Ezt követően a 40. brit repülőszázad (40th Squadron) kötelékében a nyugati fronton, Franciaországban szolgált. Betegségre hivatkozva azonban 1916 augusztusában felmentették katonai szolgálata alól.
1918 februárjában tért vissza a légierő kötelékébe, ám ekkor már az 1. brit repülőszázadhoz. 1918. március 13-án szerezte meg első légi győzelmét egy Pfalz D.III-as repülőgép lelövésével. Alig két hétre rá, március 26-án Bapaume közelében egy Albatros D.V-ös gépet kényszerített a földre. Még márciusban (29-én) megszerezte harmadik légi győzelmét is. 1918. május 2-án és 3-án S.E.5a típusú repülőgépével további két német gépet kényszerített földre, megszerezve ezzel ötödik légi győzelmét és az ászpilóta minősítést. Utolsó győzelmét 1918. május 11-én aratta egy Albatros D.V-ös vadászgéppel szemben. Rigby volt az 1. brit repülőszázad egyetlen ausztrál ászpilótája, 6 igazolt légi győzelemmel.
Később megkapta a brit Katonai Kereszt kitüntetést.
További életéről nem szól a forrás, halálnak dátuma ismeretlen.

### Légi győzelmei
| Sorszám | Dátum             | Egység               | Repülőgép | Ellenfél     |
| ------- | ----------------- | -------------------- | --------- | ------------ |
| 1       | 1918. március 13. | 1. brit repülőszázad | S.E.5a    | Pfalz D.III  |
| 2       | 1918. március 26. | 1. brit repülőszázad | S.E.5a    | Albatros D.V |
| 3       | 1918. március 29. | 1. brit repülőszázad | S.E.5a    | Ismeretlen   |
| 4       | 1918. május 2.    | 1. brit repülőszázad | S.E.5a    | Pfalz D.III  |
| 5       | 1918. május 3.    | 1. brit repülőszázad | S.E.5a    | Fokker Dr.I  |
| 6       | 1918. május 11.   | 1. brit repülőszázad | S.E.5a    | Albatros D.V |